# Mahram
Pour un article plus général, voir Ségrégation des femmes dans le wahhabisme.
Pour les articles homonymes, voir Mahram (homonymie).
Ne doit pas être confondu avec Marham.
Dans l'islam, le mahram  (en arabe : محرم) – d'une racine signifiant littéralement « interdit [de se marier avec] » – est, pour une femme musulmane, selon la charia, un « gardien », c'est-à-dire, un homme de sa famille avec lequel elle ne peut pas se marier.
En 2022, le gouvernement saoudien a aboli l'obligation du mahram pour les femmes ayant entre 18 et 45 ans, lorsqu'elles veulent faire le hajj ou l'omra à La Mecque.